# Sphagnum divisum
Sphagnum divisum är en bladmossart som beskrevs av H. Crum 1992. Sphagnum divisum ingår i släktet vitmossor, och familjen Sphagnaceae. Inga underarter finns listade i Catalogue of Life.